# Дмитрюков (хутор)
Дмитрюков — хутор в Суджанском районе Курской области. Входит в состав Махновского сельсовета.

## География
Хутор находится на реке Смердица (приток Суджи), в 87 км к юго-западу от Курска, в 3,5 км к юго-востоку от районного центра — города Суджа, в 1 км от центра сельсовета — села Махновка.
Улицы
В хуторе улицы Верхняя и Заводская.
Климат
Дмитрюков, как и весь район, расположен в поясе умеренно континентального климата с тёплым летом и относительно тёплой зимой (Dfb в классификации Кёппена).

## История
14 августа 2024 года, в ходе боёв в Курской области, хутор захвачено ВСУ. 11 марта 2025 года освобождён.

## Население
| 2002 | 2010 |
| ---- | ---- |
| 60   | ↗64  |

## Инфраструктура
Личное подсобное хозяйство. В хуторе 28 домов.

## Транспорт
Дмитрюков находится в 4,5 км от автодороги регионального значения 38К-004 (Дьяконово — Суджа — граница с Украиной, в 1,5 км от автодороги 38К-028 (Обоянь — Суджа), в 1 км от автодороги межмуниципального значения 38Н-515 (38К-028 — Махновка — Плёхово — Уланок), в 0,5 км от автодороги 38Н-613 (Суджа — Махновка), в 3 км от ближайшей ж/д станции Суджа (линия Льгов I — Подкосылев).
В 108 км от аэропорта имени В. Г. Шухова (недалеко от Белгорода).